# Krzysztof Karwowski

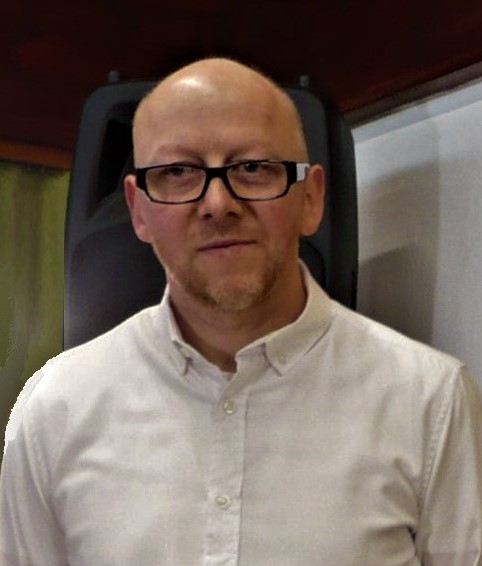
Krzysztof Karwowski (2022)

Krzysztof Karwowski (* 1971 in Nowa Ruda) ist ein polnischer Lyriker und Übersetzer.
Karwowski studierte an der Universität Breslau und der Universität Oppeln. Sein Debüt als Dichter gab er 1995 in „Nowy Nurt“. Er ist Mitbegründer die Polsko-Czeska Grupa Poeci ’97 und des Noworudzki Klub Literacki Ogma.

## Veröffentlichungen

### Lyrik
- Obieg w naturze, 1992
- Chlewy przywołują swoje świnie, 1998
- H i Q, 1999

### Kulturtheorie
- katAtonia wymiAru, 2001
- Tchnąć duszę, animacja na styku kultur, 2003
- Trójwymiar umysłu, Radków 2010

### Übersetzungen
- Hans Magnus Enzensberger: Nenia na jabłko. 1995
- Ingeborg Bachmann: Nocny rejs. 1997